# Mouralia
Mouralia är ett släkte av fjärilar. Mouralia ingår i familjen nattflyn.
Kladogram enligt Catalogue of Life:
| Mouralia | \| \| Mouralia annulifera \| \| \| \| \| \| Mouralia cossoides \| \| \| \| \| \| Mouralia tinctoides \| \| \| \| |
|          | \| \| Mouralia annulifera \| \| \| \| \| \| Mouralia cossoides \| \| \| \| \| \| Mouralia tinctoides \| \| \| \| |
|          | Mouralia annulifera                                                                                              |
|          | |
|          | Mouralia cossoides                                                                                               |
|          | |
|          | Mouralia tinctoides                                                                                              |
|          | |